# Будина, Фаина Ивановна
Фаина Ивановна Будина (род. 24 августа 1951, Урдумошур, Удмуртская АССР) — удмуртская актриса. Заслуженная артистка Удмуртской АССР (1990) и Российской Федерации (2011). Народная артистка Удмуртской Республики (1994).

## Биография
Фаина Будина родилась 24 августа 1951 года в деревне Урдумошур Дебёсского района Удмуртии. По окончании средней школы села Тыловай поступила в Высшее театральное училище им. Б. В. Щукина. В 1973 году с дипломом актрисы театра, кино и эстрады приехала в Ижевск и с тех пор служит в Удмуртском драматическом театре (ныне Государственный национальный театр Удмуртской Республики), где играет роли в пьесах классического репертуара, современных русских и удмуртских авторов. Известна также как исполнительница лирических произведений удмуртских поэтов.
Помимо работы в театре, занимается концертной деятельностью, участвовала в дублировании фильмов на удмуртский язык, ведёт занятия по выразительному чтению у школьников.

## Избранные спектакли и роли
На удмуртском языке
| Спектакль                                | Спектакль        | Роль        |
| Удмуртское название                      | Русское название | Роль        |
| ---------------------------------------- | ---------------- | ----------- |
| Атас Гири (по пьесе А. Григорьева)       | Гришка Петухов   | Матрон      |
| Бугрес тулыс (по пьесе Е. Загребина)     | Тревожная весна  | Маланья     |
| Сьӧлыктэм сьӧлык (по повести А. Шкляева) | Грех без греха   | Ашальчи Оки |

На русском языке
| Спектакль                                        | Роль                     |
| Русское название                                 | Роль                     |
| ------------------------------------------------ | ------------------------ |
| Прошлым летом в Чулимске (по пьесе А. Вампилова) | Зинаида Петровна Кашкина |
| Трибунал (по пьесе А. Макаёнка)                  | Полина                   |
| Медея (по пьесам Еврипида, Сенеки, Ануя)         | Медея                    |
| Две зимы и три лета (по роману Ф. Абрамова)      | Анфиса Петровна          |
| Выходили бабки замуж (по пьесе Ф. Булякова)      | Ивановна                 |
| На золотом дне (по пьесе Д. Мамина-Сибиряка)     | Марфа Лукинична          |